# 密纹波灰蝶
密紋波灰蝶（學名：Prosotas dubiosa）。是一種分布於亞洲至澳洲的灰蝶科蝴蝶。本物種由喬治·森珀於1879年首次描述。

## 描述
本種為小型灰蝶，具雌雄二型性，前翅長8-11 mm。
雄蝶：頭部具褐色被毛，頭頂中央有白斑，複眼有白色輪緣並被毛，觸角黑褐色帶白環，口器褐色，下唇鬚前伸有毛，第三節細小、棒狀，白色間帶黑褐色。胸背與腹背黑褐色，腹面白色，足白色具褐色條帶，前足跗節癒合，末端下彎尖銳。前翅三角形，前緣與外緣略弧形；後翅葉狀，無尾突。翅背面暗藍紫色，翅腹面灰褐底色，具中央與亞基部白邊暗色帶紋及中室端短條，亞外緣有兩道褐色短線紋；後翅CuA1室與臀區具黑斑、橙紋及銀白紋構成眼狀斑。緣毛淺至中褐色。
雌蝶形態與雄蝶相似，但複眼被毛較疏，前足跗節不癒合，翅背面為褐色，僅內側有小片藍色紋。翅腹面花紋與雄蝶相同。

## 分布
此蝶分布於斯里蘭卡與印度半島，喜馬拉雅山脈自錫金至阿薩姆地區。其分布範圍延伸至緬甸與雲南，也可能出現在泰國、馬來半島、新加坡、香港、蘇門答臘、婆羅洲及爪哇。此外，可能分布於菲律賓與蘇拉威西。往東則可見於澳洲、新幾內亞及索羅門群島。在澳洲，該蝶出現在澳洲北部至新南威爾斯州（科夫斯港）。
臺灣主要見於中南部低海拔地區，蘭嶼亦有分布。

## 棲地
棲息於常綠闊葉林及栽植寄主樹木的環境，一年多代，成蟲會訪花。幼蟲以豆科植物如金龜樹、金合歡、相思樹等的花與花苞為食。

## 亞種

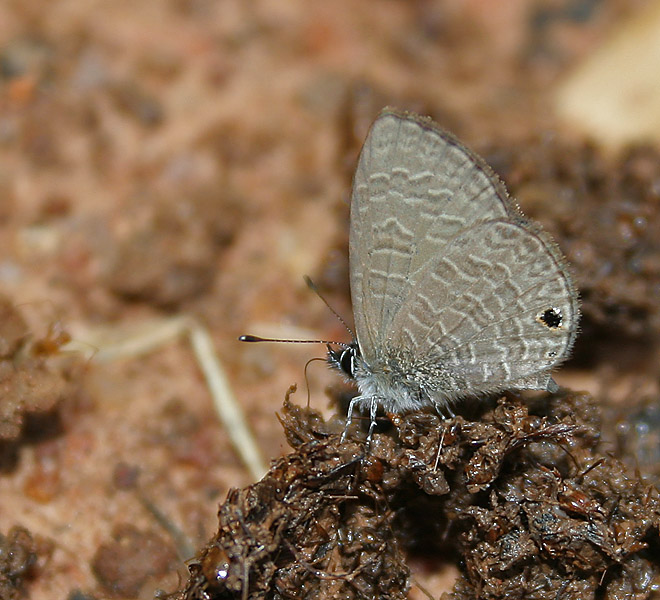
印度安得拉邦

Prosotas dubiosa的亞種包括：
- Prosotas dubiosa dubiosa－澳洲
- Prosotas dubiosa eborata (Tite, 1963) －索羅門群島
- Prosotas dubiosa indica (Evans, [1925])－印度
- Prosotas dubiosa lumpura (Corbet, 1938)－馬來半島
- Prosotas dubiosa subardates (Piepers & Snellen, 1918)－爪哇、蘇拉威西

## 圖集

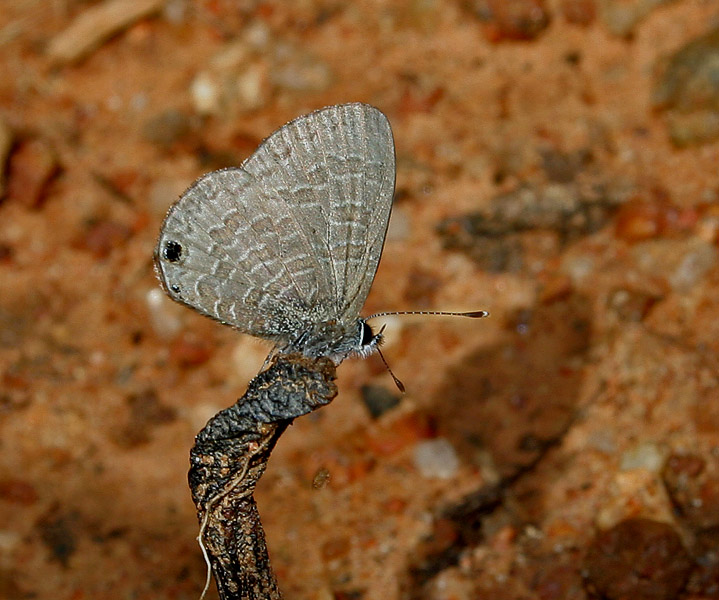
印度安得拉邦
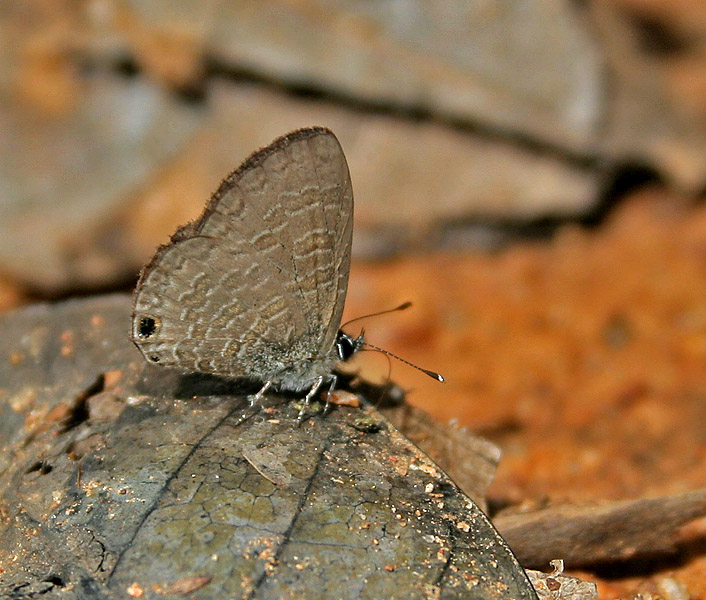
拍攝於印度安得拉邦的奇圖爾縣，塔拉科納森林中
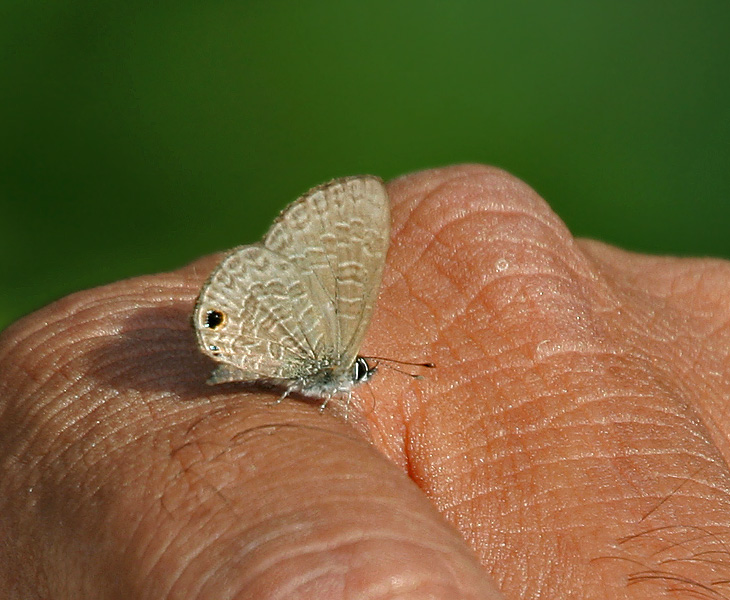
拍攝於印度安得拉邦奇圖爾縣塔拉科納森林中
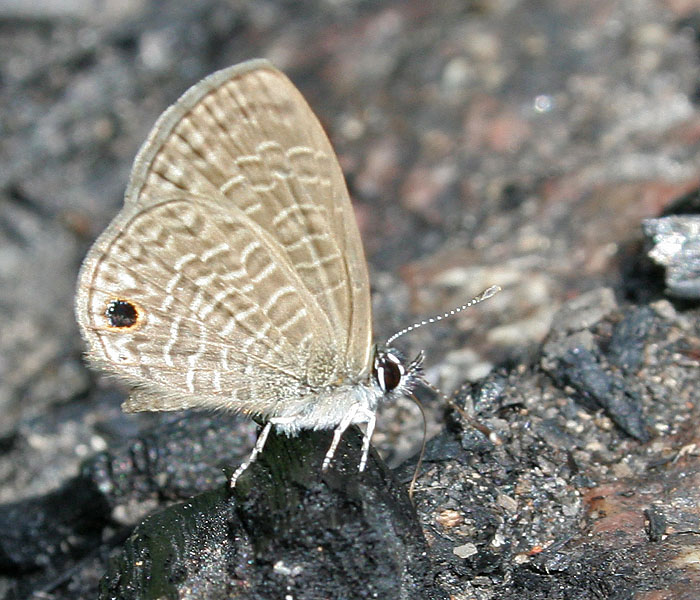
拍攝於印度海德拉巴
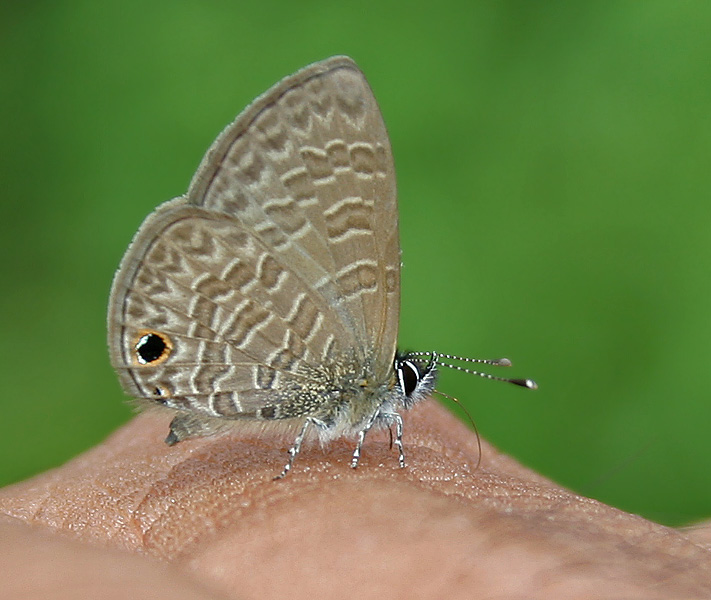
拍攝於海德拉巴
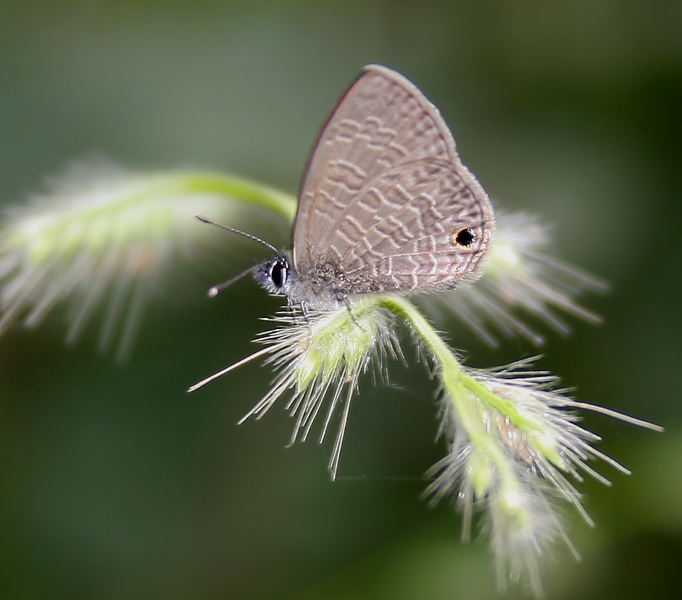
拍攝於印度梅達克縣納爾薩普爾
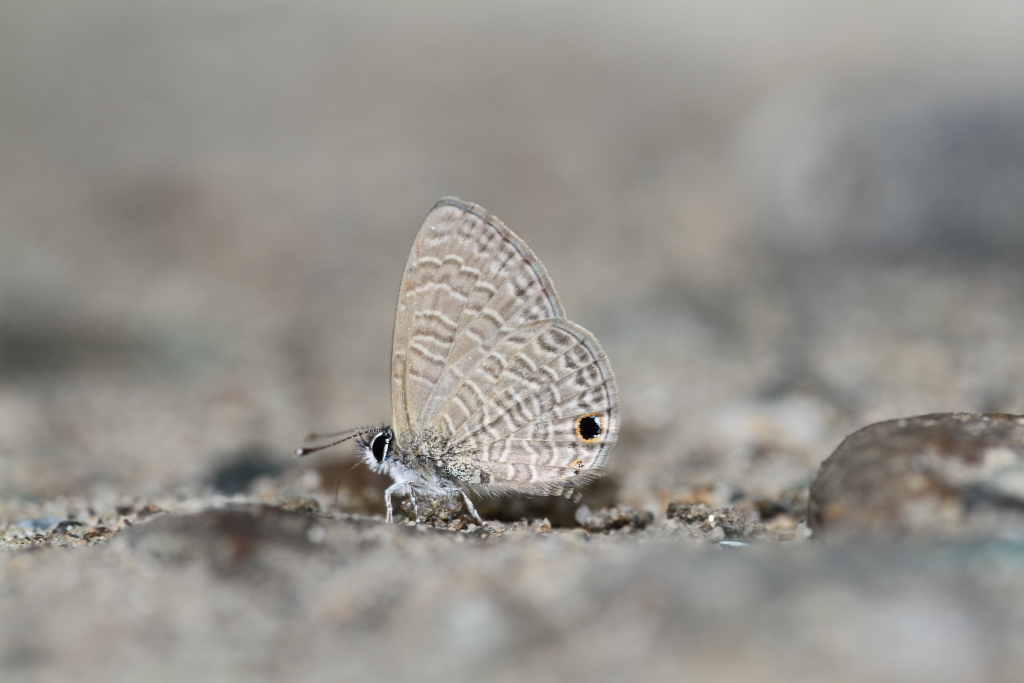
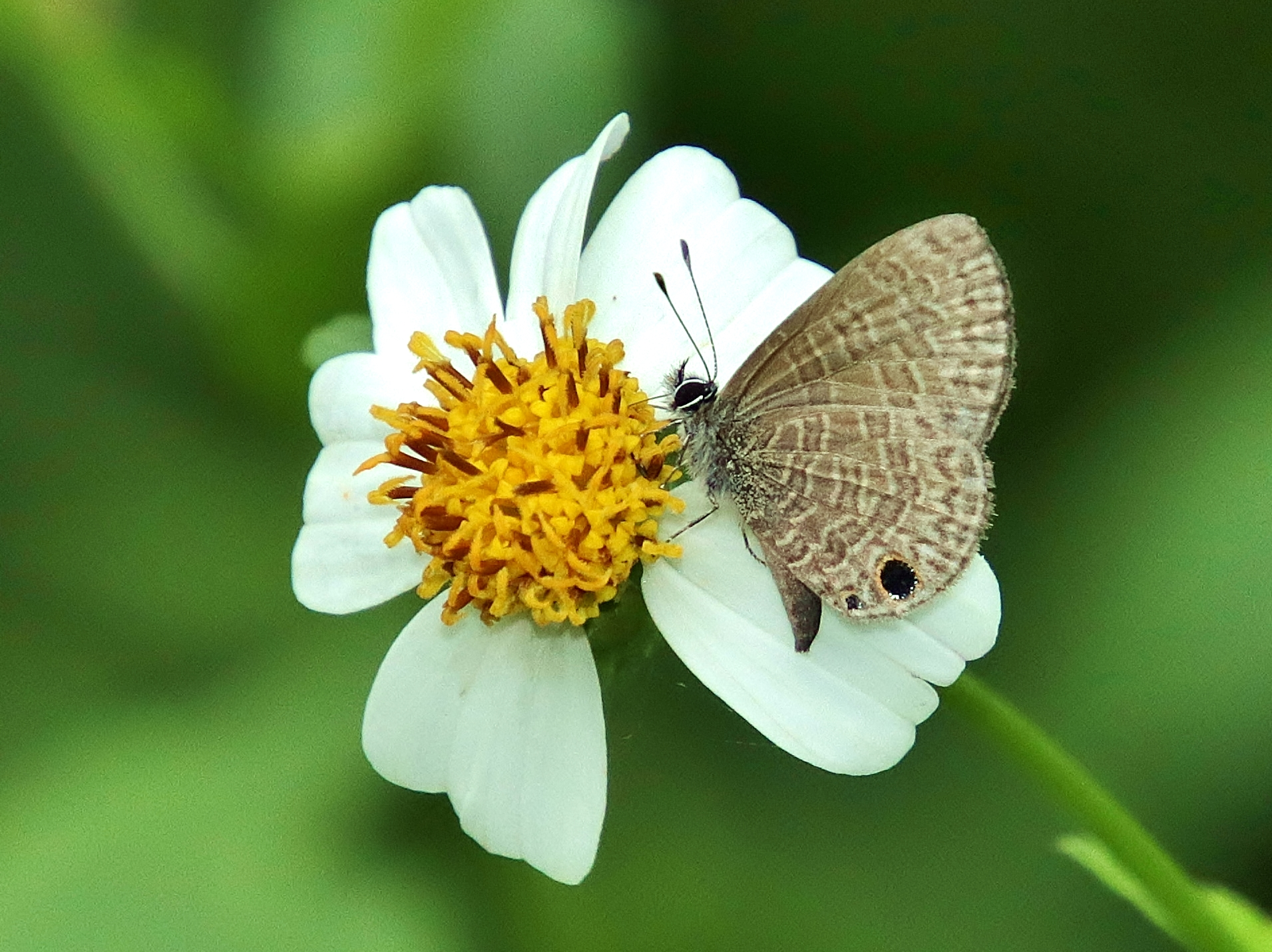
拍攝於香港
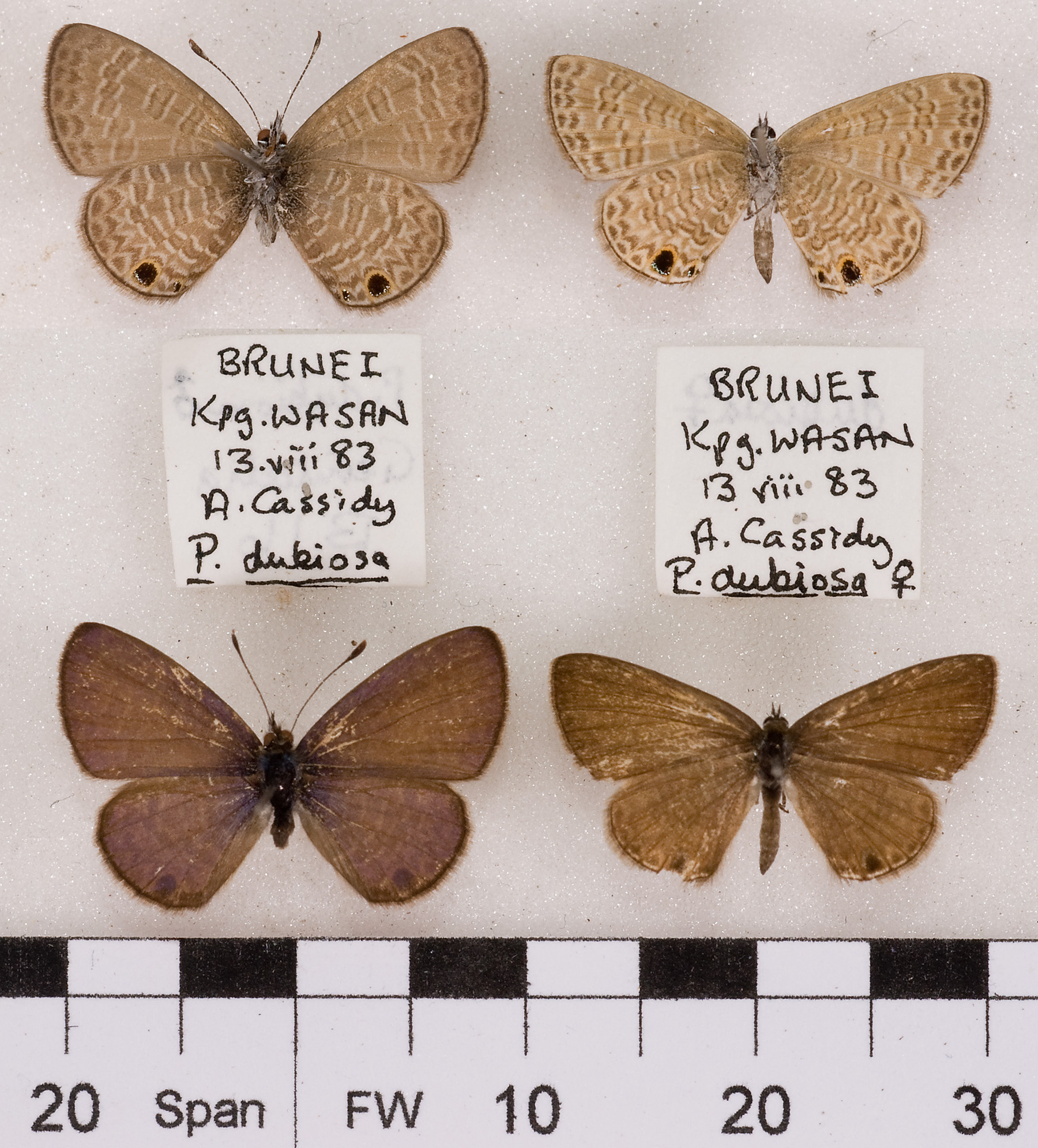
標本